# Etnocracia
Uma etnocracia é um tipo de estrutura política na qual o aparato estatal é controlado por um grupo étnico (ou grupos) dominante para promover seus interesses, poder e recursos. Os regimes etnocráticos geralmente exibem uma fachada democrática 'fina' cobrindo uma estrutura étnica mais profunda, na qual a etnia (ou raça ou religião) - e não a cidadania - é a chave para garantir poder e recursos. Uma sociedade etnocrática facilita a etnização do estado pelo grupo dominante, através da expansão do controle provavelmente acompanhada de conflitos com minorias ou estados vizinhos.

## Definição
No século XX alguns estados aprovaram (ou tentaram aprovar) leis de nacionalidade por meio de esforços que compartilham certas semelhanças. Tudo ocorreu em países com pelo menos uma minoria nacional que buscava a plena igualdade no estado ou em um território que se tornou parte do estado e no qual ele viveu por gerações. As leis de nacionalidade foram aprovadas em sociedades que se sentiam ameaçadas pelas aspirações dessas minorias de integração e demandas por igualdade, resultando em regimes que transformaram a xenofobia em grandes tropos. Essas leis foram fundamentadas em uma identidade étnica, definida em contraste com a identidade da outra, levando à perseguição e discriminação codificada contra minorias.
Pesquisas mostram que várias esferas de controle são vitais para os regimes etnocráticos, incluindo forças armadas, polícia, administração de terras, imigração e desenvolvimento econômico. Esses poderosos instrumentos governamentais podem garantir a dominação dos principais grupos étnicos e a estratificação da sociedade em 'etnoclasses' (exacerbadas pelas políticas tipicamente neoliberais do capitalismo do século XX). As etnocracias geralmente conseguem conter conflitos étnicos a curto prazo, pelo controle efetivo das minorias e pelo uso efetivo da fachada democrática processual 'fina'. No entanto, eles tendem a se tornar instáveis a longo prazo, sofrendo repetidos conflitos e crises, que são resolvidos por democratização substantiva, partição ou devolução de regime em acordos consociais. Alternativamente, etnocracias que não resolvem seu conflito interno podem se deteriorar em períodos de conflito interno de longo prazo e na institucionalização da discriminação estrutural (como o apartheid).
Nos estados etnocráticos, o governo é tipicamente representativo de um grupo étnico específico, que ocupa um número desproporcionalmente grande de postos. O dominante grupo étnico (ou grupos) utiliza-os para o avanço da posição do seu(s) grupo(s) étnico(s) específico(s) para o detrimento de outros. Outros grupos étnicos são sistematicamente discriminados e podem enfrentar repressão ou violações de seus direitos humanos nas mãos de órgãos estatais. A etnocracia também pode ser um regime político instituído com base em direitos qualificados à cidadania, com a afiliação étnica (definida em termos de raça, descendência, religião ou idioma) como princípio distintivo. Geralmente, a raison d'être de um governo etnocrático é garantir os instrumentos mais importantes do poder do Estado nas mãos de uma coletividade étnica específica. Todas as outras considerações relativas à distribuição de poder estão finalmente subordinadas a essa intenção básica.[carece de fontes?]
As etnocracias são caracterizadas por seu sistema de controle - os instrumentos legais, institucionais e físicos do poder considerados necessários para garantir o domínio étnico. O grau de discriminação do sistema tenderá a variar bastante de caso para caso e de situação para situação. Se o grupo dominante (cujos interesses o sistema deve servir e cuja identidade ele representa) constitui uma pequena minoria (geralmente 20% ou menos) da população no território do estado, provavelmente será necessária uma supressão institucionalizada substancial para sustentar seu controle.

## Mono-etnocracia vs. polietnocracia
Em outubro de 2012, Lise Morjé Howard introduziu os termos mono-etnocracia e polietnocracia. A monoetnocracia é um tipo de regime em que um grupo étnico domina, o que está de acordo com o entendimento tradicional da etnocracia. A polietnocracia é um tipo de regime em que mais de um grupo étnico governa o estado. Tanto a mono- como a polietnocracia são tipos de etnocracia. A etnocracia baseia-se nas suposições de que os grupos étnicos são primordiais, a etnia é a base da identidade política e os cidadãos raramente sustentam múltiplas identidades étnicas.[carece de fontes?]

## Etnocracias ao redor do mundo

### Bélgica
Lise Morjé Howard rotulou a Bélgica como uma polietnocracia e uma democracia. Os cidadãos da Bélgica exercem direitos políticos encontrados em democracias, como votação e liberdade de expressão. No entanto, a política belga é cada vez mais definida por divisões étnicas entre as comunidades flamenga e francófona. Por exemplo, todos os principais partidos políticos são formados em torno de uma identidade flamenga ou francófona. Além disso, a educação bilíngue desapareceu da maioria das escolas francófonas.

### Israel
Israel foi rotulada de etnocracia por estudiosos como: Alexander Kedar, Shlomo Sand, Oren Yiftachel, Asaad Ghanem, Haim Yakobi, Nur Masalha e Hannah Naveh.
No entanto, estudiosos como Gershon Shafir, Yoav Peled e Sammy Smooha preferem o termo democracia étnica para descrever Israel cujo objetivo representa um "meio termo" entre uma etnocracia e uma democracia liberal. Smooha, em particular, argumenta que a etnocracia, permitindo um status privilegiado a uma maioria étnica dominante, assegurando que todos os indivíduos tenham direitos iguais, é defensável. Seus oponentes respondem que, na medida em que Israel infringe a igualdade na prática, o termo "democrático" em sua equação é falho.

### Letônia e Estônia
Existe um espectro de opiniões entre os autores sobre a classificação da Letônia e da Estônia, abrangendo desde a democracia liberal ou cívica passando pela democracia étnica até a etnocracia. Will Kymlicka considera a Estônia como uma democracia, enfatizando o status peculiar dos falantes de russo como decorrentes de serem ao mesmo tempo parcialmente transitórios, parcialmente imigrantes e parcialmente nativos.
O pesquisador britânico Neil Melvin conclui que a Estônia está caminhando para uma sociedade democrática genuinamente pluralista através de sua liberalização da cidadania e atraindo ativamente líderes das comunidades de colonos russos para o processo político. James Hughes, no Development and Transition do Programa das Nações Unidas, afirma que a Letônia e a Estônia são casos de 'democracia étnica', onde o estado foi capturado pelo grupo étnico titular e depois usado para promover políticas de "nacionalização" e alegou discriminação contra minorias russófonas. (Development and Transition também publicou documentos contestando as alegações de Hughes). Os pesquisadores israelenses Oren Yiftachel e As'ad Ghanem consideram a Estônia como uma etnocracia. O sociólogo israelense Sammy Smooha, da Universidade de Haifa, discorda de Yiftachel, sustentando que o modelo etnocrático desenvolvido por Yiftachel não se encaixa no caso da Letônia e da Estônia: elas não são sociedades de colonos, pois seus principais grupos étnicos são indígenas, nem expandiram territorialmente, nem as diásporas intervêm em seus assuntos internos (como no caso de Israel para o qual Yiftachel originalmente desenvolveu seu modelo).

### Irlanda do Norte
A Irlanda do Norte tem sido descrita como uma etnocracia por numerosos estudiosos. Wendy Pullan descreve a gerrymandering de distritos eleitorais para garantir o domínio sindicalista e políticas informais que levaram a força policial a ser predominantemente protestante como características da etnocracia sindicalista. Outros elementos incluíam moradias e políticas discriminatórias destinadas a incentivar a emigração católica. Ian Shuttleworth, Myles Gould e Paul Barr concordam que o viés sistemático contra católicos e nacionalistas irlandeses se encaixa nos critérios para descrever a Irlanda do Norte como uma etnocracia desde a divisão da Irlanda até pelo menos 1972, mas argumentam que após a suspensão do Stormont O Parlamento, e mais ainda depois do Acordo da Sexta-feira Santa em 1998, a etnocracia foi enfraquecida e a Irlanda do Norte não pode ser plausivelmente descrita hoje como uma etnocracia.

### África do Sul
Até 1994, a África do Sul havia institucionalizado uma estrutura estatal altamente etnocrática, o apartheid. Em seu livro de 1985 Power-Sharing in South Africa, Arend Lijphart classificou propostas constitucionais contemporâneas para abordar o conflito resultante em quatro categorias:
- majoritário (um homem, um voto)
- não democrático (variedades de dominação branca)
- particionista (criando novas entidades políticas)
- consocial (compartilhamento de poder por representação proporcional e acomodação de elite)

Isso ilustra a ideia de que o poder estatal pode ser distribuído em duas dimensões: jurídico-institucional e territorial. Na dimensão jurídico-institucional estão o singularismo (poder centralizado de acordo com a participação em um grupo específico), pluralismo (distribuição de poder entre grupos definidos de acordo com a força numérica relativa) e universalismo (distribuição de poder sem nenhuma qualificação específica do grupo). Na dimensão territorial estão o estado unitário, "reestruturação intermediária" (dentro de uma soberania formal) e partição (criação de entidades políticas separadas). Lijphart havia argumentado fortemente a favor do modelo consocial.

### Turquia
A Turquia foi descrita como uma etnocracia por Bilge Azgin. Azgin aponta para políticas governamentais cujos objetivos são a "exclusão, marginalização ou assimilação" de grupos minoritários que não são turcos como os elementos definidores da etnocracia turca. As'ad Ghanem também considera a Turquia uma etnocracia. enquanto Jack Fong descreve a política da Turquia de se referir à sua minoria curda como "turcos da montanha" e à sua recusa em reconhecer qualquer identidade curda separada como elementos da etnocracia turca.

### Uganda
Uganda, sob o ditador Idi Amin Dada, também foi descrita como uma etnocracia que favorece certos grupos indígenas em detrimento de outros, bem como para a limpeza étnica dos índios em Uganda por Amin.